# Llumeneres
Llumeneres es un pueblo del Principado de Andorra situado en la parroquia de San Julián de Loria. En el año 2017 tenía 1 habitante.

## Lugares de interés
- Capilla de la Mare de Déu de les Neus de Llumeneres.[2]